# Ащепкова, Надежда Александровна
Надежда Александровна Ащепкова (7 августа 1958 — 13 февраля 2019) — российский тренер по плаванию.

## Биография
Тренер Андрея Корнеева, который стал призёром Олимпиады-1996 (в плавании на 200 метров брассом - завоевал бронзовую медаль, уступив венграм Карою Гюттлеру и Норберту Роже), призёром чемпионата мира и чемпионом Европы. Скончалась 13 февраля 2019 года в Омске на 61-м году жизни.
Похоронена на кладбище деревни Приветная.